# Algoritmo de Cyrus-Beck

Ilustración del algoritmo de Cyrus-Beck.

El algoritmo de Cyrus-Beck es un algoritmo de recorte de líneas y polígonos convexos. De forma similar al algoritmo de Cohen-Sutherland también utiliza aristas extendidas. Se puede adaptar muy fácilmente entre rayos y polígonos convexos o segmentos y polígonos convexos.
Implementación del algoritmo de Cyrus-Beck en C# 
```
internal
 
sealed
 
class
 
CyrusBeckClipping
 
:
 
IClippingAlgorithm
 
{

    
private
 
List
<
Vector2
>
 
_clipArea
 
=
 
new
 
List
<
Vector2
>
();

    
private
 
List
<
Vector2
>
 
_normals
 
=
 
new
 
List
<
Vector2
>
();

    
public
 
IEnumerable
<
Vector2
>
 
GetBoundingPolygon
()
 
{

        
return
 
_clipArea
;

    
}

    
public
 
void
 
SetBoundingRectangle
(
Vector2
 
start
,
 
Vector2
 
end
)
 
{

        
_clipArea
.
Clear
();

        
_clipArea
.
Add
(
start
);

        
_clipArea
.
Add
(
new
 
Vector2
(
end
.
X
,
 
start
.
Y
));

        
_clipArea
.
Add
(
end
);

        
_clipArea
.
Add
(
new
 
Vector2
(
start
.
X
,
 
end
.
Y
));

        
computeNormals
();

    
}

    
public
 
void
 
SetBoundingPolygon
(
IEnumerable
<
Vector2
>
 
points
)
 
{

        
_clipArea
.
Clear
();

        
_clipArea
.
AddRange
(
points
);

        
computeNormals
();

    
}

    
private
 
void
 
computeNormals
()
 
{

        
_normals
.
Clear
();

        
for
 
(
int
 
i
 
=
 
0
;
 
i
 
<
 
_clipArea
.
Count
 
-
 
1
;
 
i
++
)
 
{

            
Vector2
 
direction
 
=
 
_clipArea
[
i
 
+
 
1
]
 
-
 
_clipArea
[
i
];

            
direction
.
Normalize
();

            
_normals
.
Add
(
new
 
Vector2
(
-
direction
.
Y
,
 
direction
.
X
));

        
}

        
{

            
Vector2
 
direction
 
=
 
_clipArea
[
0
]
 
-
 
_clipArea
[
_clipArea
.
Count
 
-
 
1
];

            
direction
.
Normalize
();

            
_normals
.
Add
(
new
 
Vector2
(
-
direction
.
Y
,
 
direction
.
X
));

        
}

    
}

    
public
 
bool
 
ClipLine
(
ref
 
Line
 
line
)
 
{

        
Vector2
 
P
 
=
 
line
.
End
 
-
 
line
.
Start
;

        
float
 
tMinimum
 
=
 
0
,
 
tMaximum
 
=
 
1
;

        
const
 
float
 
epsilon
 
=
 
0.0001f
;

        
for
 
(
int
 
i
 
=
 
0
;
 
i
 
<
 
_clipArea
.
Count
;
 
i
++
)
 
{

            
Vector2
 
F
 
=
 
_clipArea
[
i
];

            
Vector2
 
N
 
=
 
_normals
[
i
];

            
Vector2
 
Q
 
=
 
line
.
Start
 
-
 
F
;

            
float
 
Pn
 
=
 
Vector2
.
DotProduct
(
P
,
 
N
);

            
float
 
Qn
 
=
 
Vector2
.
DotProduct
(
Q
,
 
N
);

            
if
 
(
Pn
 
<
 
epsilon
 
&&
 
Pn
 
>
 
-
epsilon
)
 
{

                
if
 
(
Qn
 
<
 
0
)
 
return
 
false
;

            
}

            
else
 
{

                
float
 
computedT
 
=
 
-
Qn
 
/
 
Pn
;

                
if
 
(
Pn
 
<
 
0
)
 
{

                    
if
 
(
computedT
 
<
 
tMinimum
)

                        
return
 
false
;

                    
if
 
(
computedT
 
<
 
tMaximum
)

                        
tMaximum
 
=
 
computedT
;

                
}

                
else
 
{

                    
if
 
(
computedT
 
>
 
tMaximum
)

                        
return
 
false
;

                    
if
 
(
computedT
 
>
 
tMinimum
)

                        
tMinimum
 
=
 
computedT
;

                
}

            
}

        
}

        
if
 
(
tMinimum
 
<
 
tMaximum
)
 
{

            
if
 
(
tMaximum
 
<
 
1
)

                
line
.
End
 
=
 
line
.
Start
 
+
 
tMaximum
 
*
 
P
;

            
if
 
(
tMinimum
 
>
 
0
)

                
line
.
Start
 
=
 
line
.
Start
 
+
 
tMinimum
 
*
 
P
;

        
}

        
else
 
return
 
false
;

        
return
 
true
;

    
}

    
public
 
ClippingCapabilities
 
Capabilities
 
{

        
get
 
{

            
return
 
ClippingCapabilities
.
ConvexWindow
 
|

                   
ClippingCapabilities
.
RectangleWindow
;

        
}

    
}

    
public
 
override
 
string
 
ToString
()
 
{

        
return
 
"Cyrus-Beck algorithm"
;

    
}

}

// This code was implemented by Grishul Eugeny as part of preparation

// to exam in ITMO university

```

- Datos: Q5201169